# Postcrossing
Postcrossing este un proiect online care permite membrilor săi să trimită și să primească cărți poștale din întreaga lume. Membrii, cunoscuți și sub denumirea de „postcrosser-i”, trimit cărți poștale altor membri, aleși de algoritmul site-ului în mod aproape aleator, respectiv primesc ei înșiși cărți poștale de la diferiți postcrosser-i, originea acestora fiindu-le divulgată prin recepționarea propriu-zisă a cărților poștale.
Termenul „postcrossing” a fost format prin alipirea cuvintelor englezești „postcard” (carte poștală) și „crossing” (încrucișare), fiind inspirat parțial de denumirea proiectului BookCrossing⁠(d). Participarea în Postcrossing este gratuită, singura condiție de creare a unui cont fiind divulgarea unei adrese poștale. Toate cheltuielile legate de taxele poștale, procurarea cărților poștale etc. sunt suportate de utilizator.
În iunie 2025, Postcrossing avea aproape 805.000 de membri în 209 țări și teritorii, care au trimis și primit peste 82 de milioane de cărți poștale, acestea parcurgând un total de peste 419 miliarde de kilometri. Cea mai mare concentrare de membri ai Postcrossing se află (în ordine descrescătoare) în Rusia, Taiwan, Statele Unite, China, Germania, Țările de Jos, Belarus, Polonia, Ucraina și Cehia, fiecare țară având peste 20.000 de membri. Aproximativ 40% din numărul total de cărți poștale au fost trimise din Germania, Statele Unite și Rusia.

## Mod de funcționare
Primul pas este solicitarea unei adrese. Algoritmul va alege un alt membru în mod aproape aleator și va afișa adresa acestuia, câteva date și preferințe ale sale, cât și un ID unic al cărții poștale (de exemplu „RO-12345”). Astfel, cartea poștală trebuie transmisă pe adresa indicată și pe ea trebuie scris ID-ul unic. Postcrosser-ul care primește cartea poștală o înregistrează folosind ID-ul. În momentul înregistrării cărții poștale, persoana care a expediat-o este eligibil să primească o alta.
Numărul de cărți poștale aflate în circuitul poștal este limitat per utilizator: cu cât mai multe acesta a trimis cu succes, cu atât mai multe îi este permis să aibă în circuit simultan (dar nu mai multe decât 100).
Algoritmul este construit în așa fel încât un utilizator nu va primi niciodată aceeași adresă de două ori. De asemenea, algoritmul, implicit, nu dă adrese din țara expeditorului. Un mic procent din cărți poștale expediate nu ajung la destinație, sau atunci când ajung nu pot fi descifrate de destinatar. Aceste cărți poștale se consideră „expirate”, iar algoritmul este configurat să compenseze eventualele discrepanțe între numărul de cărți poștale primite și trimise ale fiecărui utilizator.

## Distribuția membrilor
Ultima actualizare: 17 iunie 2025.
| Loc | Țară                       | Nr. membri |
| --- | -------------------------- | ---------- |
| 1.  | Rusia                      | 113.504    |
| 2.  | Taiwan                     | 111.799    |
| 3.  | Statele Unite ale Americii | 76.394     |
| 4.  | China                      | 70.699     |
| 5.  | Germania                   | 64.659     |
| 6.  | Țările de Jos              | 35.313     |
| 7.  | Belarus                    | 31.203     |
| 8.  | Polonia                    | 29.763     |
| 9.  | Ucraina                    | 24.202     |
| 10. | Cehia                      | 21.597     |
| ... |                            |            |
| 43. | România                    | 1.368      |
| ... |                            |            |
| 52. | Republica Moldova          | 679        |

| Loc | Țară                       | Nr. cărți poștale |
| --- | -------------------------- | ----------------- |
| 1.  | Germania                   | 14.658.286        |
| 2.  | Statele Unite ale Americii | 10.645.139        |
| 3.  | Rusia                      | 9.208.635         |
| 4.  | Țările de Jos              | 5.639.380         |
| 5.  | Finlanda                   | 4.574.889         |
| 6.  | China                      | 3.386.761         |
| 7.  | Taiwan                     | 3.222.067         |
| 8.  | Belarus                    | 2.977.419         |
| 9.  | Japonia                    | 2.113.586         |
| 10. | Cehia                      | 2.029.619         |
| ... |                            |                   |
| 42. | România                    | 206.899           |
| ... |                            |                   |
| 52. | Republica Moldova          | 72.122            |

## Istorie
Proiectul a fost conceput de portughezul Paulo Magalhães, care a creat site-ul la 14 iulie 2005.
De-a lungul timpului, proiectul a fost menționat în mass-media, ceea ce a contribuit la creșterea popularității. Proiectul a împlinit un milion de cărți poștale trimise și primite la 11 aprilie 2008. Comunitatea academică a explorat succesul proiectului pentru a afla ce s-ar putea de preluat în alte tehnologii de comunicare digitală.
Postcrossing.com a aniversat cinci ani de la înființare la 14 iulie 2010, organizând un concurs de fotografie pentru membrii săi. La scurt timp, a ajuns la 5.000.000 de cărți poștale, cea aniversară fiind trimisă din Isle of Man (înregistrată de un membru italian) în Thailanda. Cartea poștală nr. 10.000.000 a călătorit din Japonia în Germania și a fost înregistrată pe 27 ianuarie 2012. Către ianuarie 2025, site-ul avea la activ peste 80 de milioane de cărți poștale înregistrate; cartea poștală nr. 80.000.000 a fost înregistrată la 7 ianuarie 2025 (UTC) de un membru german, care a primit-o de la un membru neerlandez.

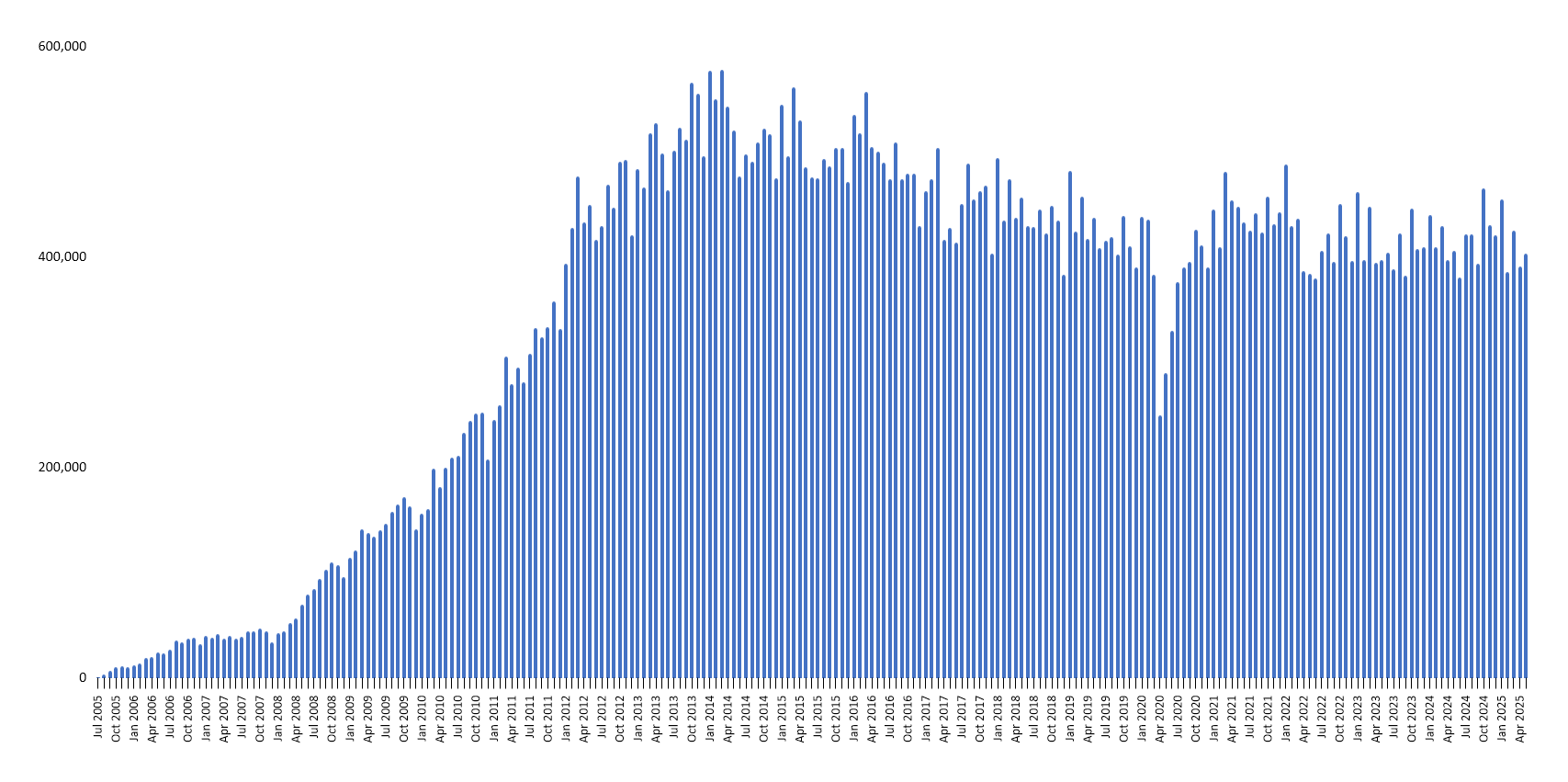
Cărți poștale înregistrate lunar, iulie 2005–mai 2025

## Timbre tematice
La 11 octombrie 2011, PostNL⁠(d) din Țările de Jos a emis primul set de timbre tematice reprezentând Postcrossing, la expoziția filatelică Postex din Apeldoorn. De atunci, peste 20 de țări au emis astfel de timbre, unele de mai multe ori. Majoritatea emisiilor sunt planificate în acord cu Postcrossing – acestea sunt considerate emisii „oficiale” și sunt anunțate pe blogul proiectului, în articole cu eticheta postcrossing-stamp.
Urmează lista completă a emisiilor „oficiale”:
- PostNL⁠(d), octombrie 2011[15]
- Posti, septembrie 2013[28]
- Belpoșta⁠(d), ianuarie 2014[19]
- Guernsey Post⁠(d), mai 2014[29]
- Pocita Rossii⁠(d), ianuarie 2015[20]
- Pošta Slovenije⁠(d), mai 2015[30]
- Česká pošta⁠(d), septembrie 2015[31]
- Ukrpoșta⁠(d), octombrie 2015[21]
- PostNL⁠(d), martie 2016[32]
- Österreichische Post⁠(d), mai 2016[33]
- Poczta Polska⁠(d), iulie 2016[34]
- Guernsey Post⁠(d), iulie 2016[34]
- Belpoșta⁠(d), ianuarie 2017[22]
- Romfilatelia, februarie 2017[23]
- Pos Indonesia⁠(d), iulie 2017[24]
- Swiss Post⁠(d), septembrie 2017[35]
- An Post, octombrie 2017[36]
- Magyar Posta⁠(d), februarie 2018[25]
- Poșta Moldovei, iunie 2018[26]
- Åland Post⁠(d), iunie 2019[37]
- Correios⁠(d), iulie 2020[38]
- Guernsey Post⁠(d), iunie 2021[39]
- Belpoșta⁠(d), iulie 2021[27]
- Österreichische Post⁠(d), iulie 2021[40]
- Post Luxembourg⁠(d), septembrie 2022[41]
- Omniva⁠(d), octombrie 2022[42]
- Germania, octombrie 2022[43]
- NZ Post⁠(d), august 2024[44]
- Poczta Polska⁠(d), octombrie 2024[45]
- bpost⁠(d), iunie 2025[46]